# جوليان بيندا
جوليان بيندا (بالفرنسية: Julien Benda)‏ (26 ديسمبر 1867 في باريس-7 يونيو 1956) هو فيلسوف وروائي فرنسي، ويشتهر بمقالته خيانة المثقفين.

## الحياة
ولد جوليان في عائلة يهودية.

## روابط خارجية
- جوليان بيندا على موقع الموسوعة البريطانية (الإنجليزية)
- جوليان بيندا على موقع مونزينجر (الألمانية)